# Уса (Благовіщенський район)
Уса́ (рос. Уса, башк. Уҫы) — присілок у складі Благовіщенського району Башкортостану, Росія. Входить до складу Ільїно-Полянської сільської ради.
Населення — 11 осіб (2010; 13 в 2002).
Національний склад:
- башкири — 54 %
- росіяни — 46 %